# 민규식
민규식(閔奎植, 1888년 9월 30일 ~ ?)은 일제강점기와 대한민국의 금융인 겸 기업인으로, 민영휘의 차남이며, 본관은 여흥, 본적은 경성부 삼청정이다. 본관은 여흥이다.

## 약력

### 학력
- 1910년 한성 휘문의숙 졸업
- 1918년 영국 케임브리지 대학교 경제학과 학사
- 1920년 미국 존스 홉킨스 대학교 대학원 경제학과 중퇴

### 경력
- 1921년 ~ 1929년 한일은행 상무이사 역임
- 1925년 ~ 1933년 동민회 평의원 역임
- 1928년 11월 16일 일본 정부로부터 쇼와대례기념장을 받음
- 1935년 11월 소도회 이사 역임
- 1936년 ~ 1942년 동일은행 대표이사 역임
- 1936년 구일회 회원 역임
- 1936년 7월 경춘철도주식회사 대주주 역임
- 1937년 ~ 1943년 계성주식회사 감사 역임
- 1937년 ~ 1940년 조선실업구락부 이사, 평의원 역임
- 1937년 4월 비행기 건조비로 10,000원을 헌납함
- 1937년 7월 민대식, 민병도와 함께 국방비와 일본군 위문자금으로 10,000원을 헌납함
- 1938년 조선방공협회 경기도연합지부 평의원 역임
- 1938년 ~ 1944년 재단법인 휘문의숙 이사 역임
- 1938년 ~ 1939년 국민정신총동원조선연맹 발기인, 이사, 평의원 역임
- 1939년 조선유도연합회 이사, 배영동지회 상담역 역임
- 1939년 ~ 1941년 군수업체 조선공작주식회사 이사 역임
- 1939년 ~ 1942년 중앙주조주식회사 이사 역임
- 1940년 ~ 1944년 국민총력조선연맹 평의원 및 이사 역임
- 1941년 ~ 1942년 조선무역진흥주식회사 이사 역임
- 1941년 9월 조선임전보국단 준비위원, 발기인, 상무이사 역임, 임전대책협의회 채권가두판매대 광화문대 참여
- 1941년 11월 ~ 1943년 전후 재단법인 조선흥농회 이사 역임, 평의원 역임
- 1942년 조선생명보험주식회사 감사 역임
- 1942년 ~ 1944년 조선금융단 평의원 역임
- 1943년 2월 동일은행 명의로 현금 5,000원과 금속 30여 점을 헌납함
- 1944년 4월 농본회 발기인, 평의원 역임
- 1944년 9월 조선항공공업주식회사 발기인 및 대주주 역임, 주식 1천주 인수
- 1945년 1월 대화동맹 발기인 역임
- 1945년 6월 ~ 1945년 8월 15일 조선총독부 중추원 참의 역임
- 1945년 9월 한민당 창당 발기인[1]
- 1945년 10월 순국의열사당봉건회 기금관리위원
- 1945년 11월 조선사회대책문제중앙협의회 발기인
- 김규식에게 삼청장 제공[1]
- 1946년 2월 독립헌금실행단 이사
- 1946년 11월 민족대표외교사절후원회 재정부원
- 1947년 12월 UN조선단환영준비위원회 위원
- 1950년 7월 납북[1]

## 같이 보기
- 민영휘
- 삼청장

## 참고 자료
- 친일반민족행위진상규명위원회 (2009). 〈민규식〉. 《친일반민족행위진상규명 보고서 Ⅳ-5》. 서울. 438~496쪽.

| 전임 타니다 하루마 | 제4대 조선무진 은행장 1945년 ~ 1946년 4월 8일 | 후임 (조선상호은행 은행장)민규식 |

| 전임 (조선무진 은행장)민규식 | 제4대 조선상호은행 은행장 1946년 4월 9일 ~ 1950년 6월 4일 | 후임 (한국상공은행 은행장)민규식 |

| 전임 (조선상호은행 은행장)민규식 | 제4대 한국상공은행 은행장 1950년 6월 4일 ~ 1953년 | 후임 이상실 |